# Große Holzbiene
Die Große Blaue Holzbiene, auch Blauschwarze oder Violettflügelige Holzbiene (Xylocopa violacea), ist eine Biene aus der Gattung der Holzbienen (Xylocopa) innerhalb der Familie der Apidae. In manchen Bundesländern sowie in der Schweiz war sie, auf Grund ihres Wärmeanspruchs in Kombination mit geeigneten Nistmöglichkeiten, als gefährdet und zum Teil, wie etwa in Baden-Württemberg, sogar als „stark gefährdet“ eingestuft worden. Seit den Erhebungen im Rahmen des Stuttgarter Wildbienen-Katasters hat sich diese Kategorisierung jedoch als unbegründet erwiesen. In der Roten Liste gefährdeter Arten wird sie für Deutschland aktuell als „ungefährdet“ geführt (früher auf der „Vorwarnstufe“). Sie wurde zur „Wildbiene des Jahres 2024“ gewählt.

## Merkmale
Mit 20 bis 28 Millimeter Körperlänge zählen die Tiere zu den größten Vertretern der Bienen in Mitteleuropa. Ihr Körper ist tiefschwarz und hat eine hummelähnliche Erscheinung, der ansonsten blauschwarze Thorax ist am Rücken grau gefärbt. Auch die Flügel sind sehr dunkel und weisen einen auffälligen blauen Schiller auf.

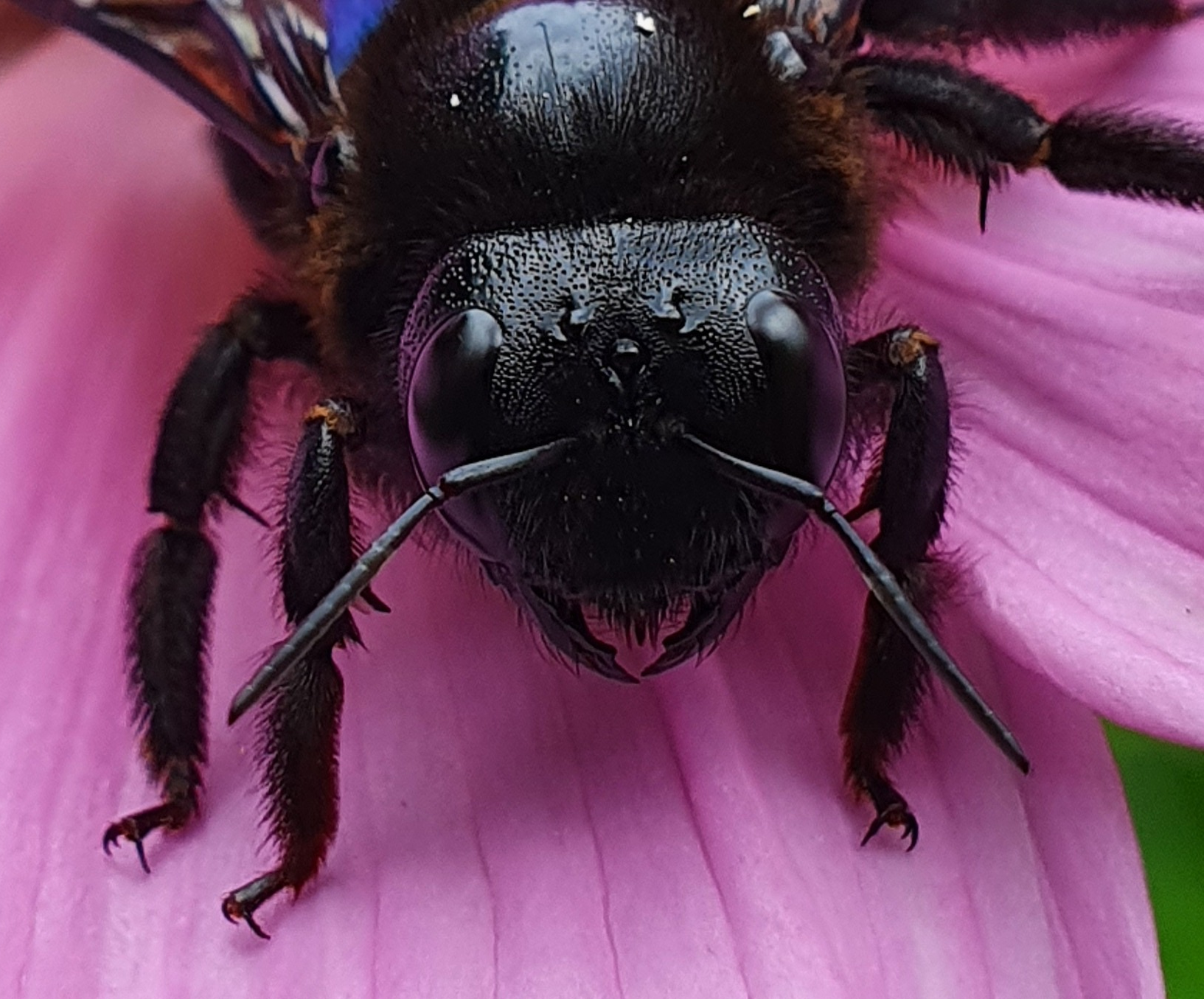

Am Kopf befinden sich neben den großen schwarzen Facettenaugen auch drei kleinere Punktaugen auf der Stirn. Diese Neben-Augen sind bei der Wahrnehmung der Lichtintensität hilfreich, aber vor allem beim Fliegen. Die Holzbiene hat also insgesamt fünf Augen, wie viele andere Insekten auch.
Der Körper ist relativ kurz behaart. Die Weibchen können in Mitteleuropa im Feld nicht von der Xylocopa valga unterschieden werden. Die ähnlichen Männchen weisen einen braunroten Ring vor der etwas abgeknickten Fühlerspitze auf und können damit gut bestimmt werden. In Südeuropa kann die Art mit mehreren ähnlichen Arten der Gattung verwechselt werden. Die Weibchen besitzen, wie viele andere Bienenarten auch, einen Giftstachel, den sie zur Verteidigung einsetzen.

Weibliche Große Holzbiene
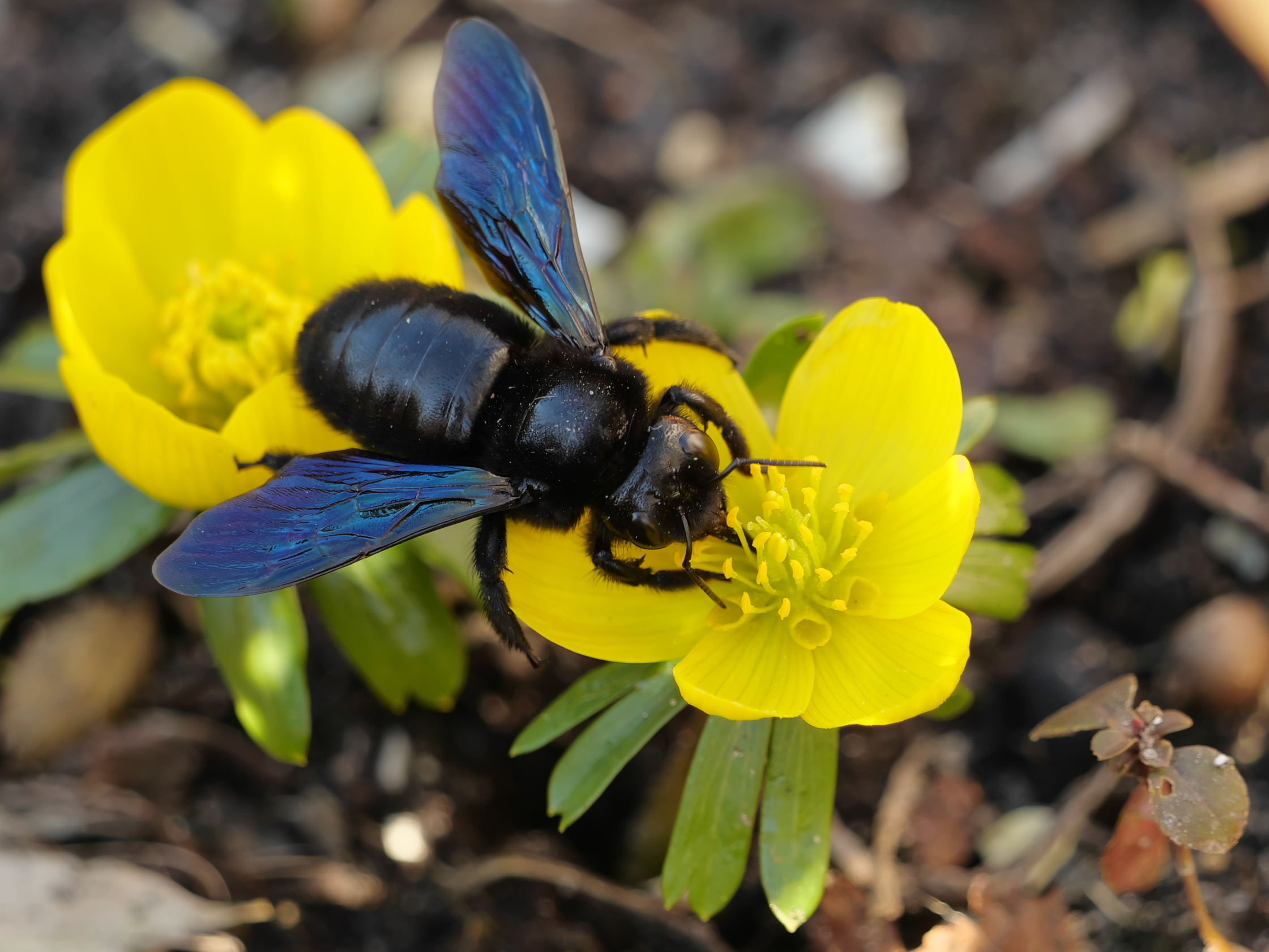
Mit bläulich schillernden Flügeln  auf der Blüte eines Winterlings im Februar in Berlin.
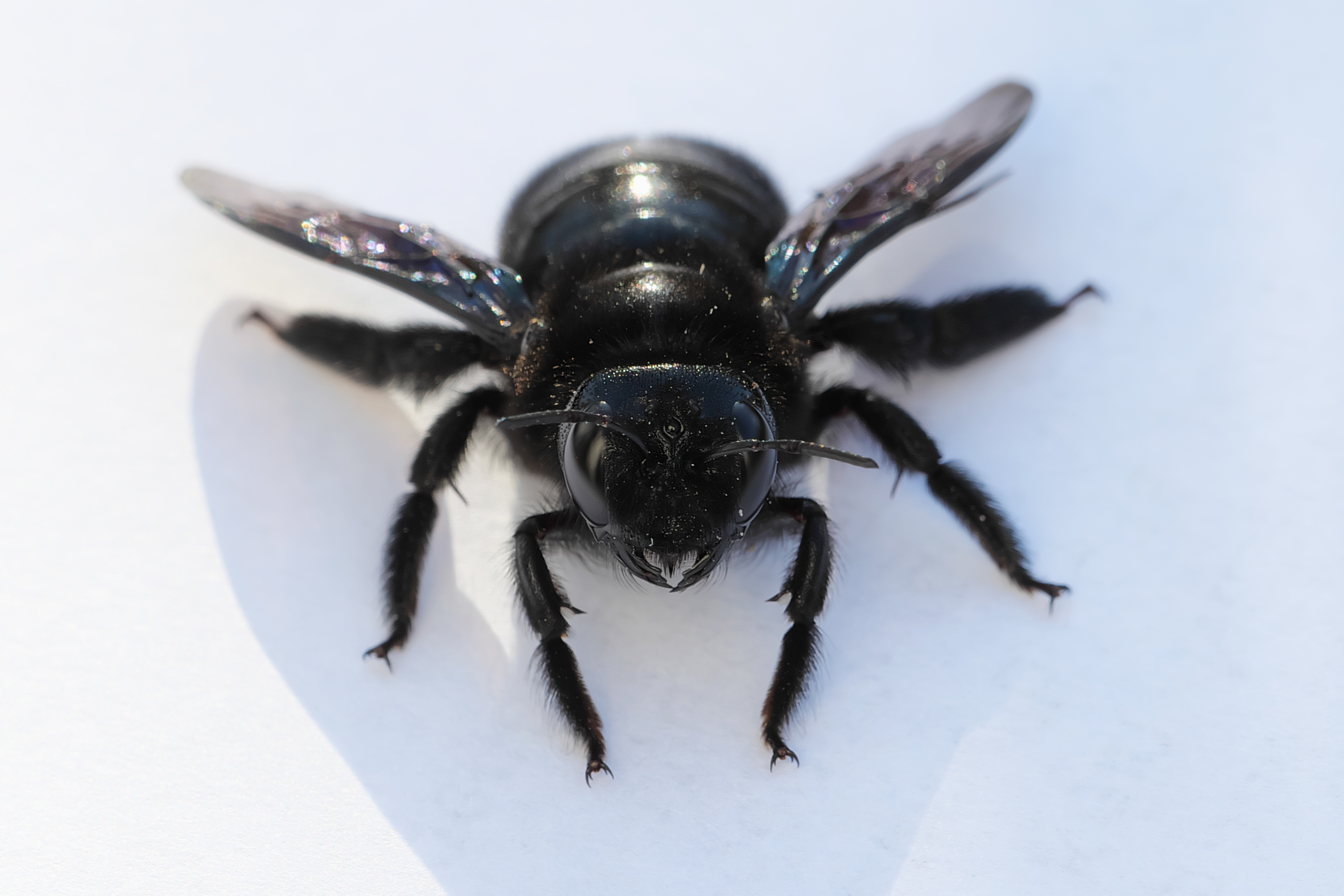
Vorderansicht mit Fühlern und Oberkiefer.
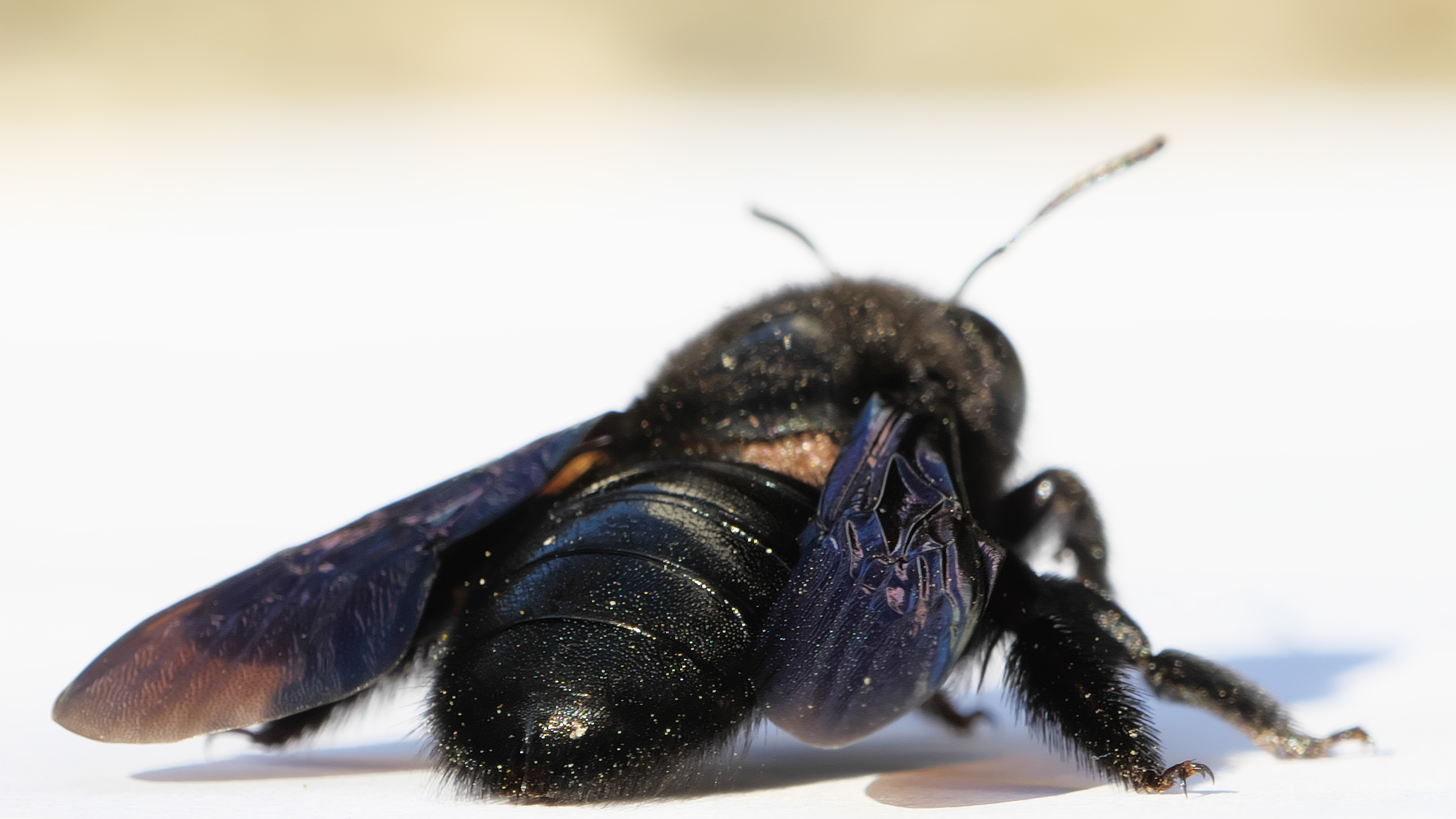
Ansicht von schräg rechts hinten mit Einblick in Krypten des Metathorax voller offenbar phoretischer Milben-Nymphen

## Vorkommen
Die Art kommt in Süd- und Mitteleuropa bis in Höhen von rund 740 Meter vor. In Mitteleuropa war ihr Auftreten früher auf wärmebegünstigte Lebensräume beschränkt. Dort tritt die Art mitunter häufig auf; ansonsten wird sie selten gemeldet. Inzwischen ist die Art in Deutschland in tieferen Lagen weit verbreitet. Dabei stammen die Erstnachweise aus Norddeutschland fast immer aus Siedlungen und Gärten, erst später tritt sie auch in der freien Landschaft auf, wobei höhere Mittelgebirgslagen bis heute gemieden werden. Die Art konnte seit etwa 2005 auch in Niedersachsen nachgewiesen werden, wobei heute Funde aus fast allen Landesteilen vorliegen, bis einschließlich der Ostseeküste Mecklenburg-Vorpommerns. In Sachsen ist sie bisher vor allem im Elbtal und im Großraum Leipzig zu finden. Im Mittelmeerraum ist die Große Holzbiene eine der häufigsten Bienenarten. Sie besiedelt sonnige Lebensräume mit ausreichend mürbem Totholz als Nistmöglichkeit, insbesondere Gärten und Streuobstwiesen am Rande von menschlichen Siedlungen. In Mitteleuropa fliegt die Art ab August und nach der Überwinterung von März bis Juli.

## Lebensweise

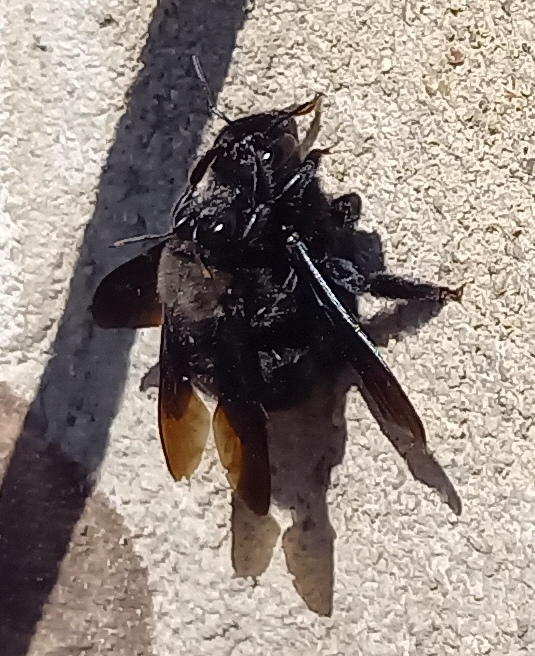
Paarung der Großen Holzbiene im Frühjahr

Die Paarung erfolgt im Frühjahr, nachdem beide Geschlechter überwintert haben. Als Einsiedlerbiene beginnt jedes Weibchen im April/Mai mit dem Anlegen ihrer Niststätte in selbstgenagten Hohlräumen in Totholz. Die Trennwände zwischen den Brutzellen bestehen aus einer Mischung aus Speichel und Holzspänen. Die Weibchen ernähren sich und ihre Entwicklungsstadien vom Nektar und Pollen verschiedener Blüten wie etwa von Lippenblütlern, Korbblütlern, Raublattgewächsen und Schmetterlingsblütlern. Im Frühjahr ist diese auffällige Biene ein regelmäßiger Besucher an den wohlriechenden Blütentrauben von Wisteria (Wisteria ssp.). Unter den Besuchern der Blüten werden Holzbienen als die einzig „legitimen“ angesehen, da sie durch Gewicht und Kraft und mit ihrem langen Rüssel von vorn an den Nektar gelangen und dabei als Bestäuber wirken und nicht wie andere Insekten seitlich den Kelch durchbeißend „Nektarraub“ betreiben. Vorkommen der Großen Holzbiene lassen sich auch zuverlässig durch Muskatellersalbei (Salvia sclarea) zur Blütezeit im Juni–August anlocken. Aufgrund ihrer Größe kann sie den raffinierten „Schlagbaum“-Bestäubungsmechanismus dieser Pflanze bedienen und damit eine Bestäubung sicherstellen. Die Entwicklungszeit vom Ei bis zum fertig ausgewachsenen Tier beträgt zirka 10 Wochen.